# Helicia microcarpa
Helicia microcarpa är en tvåhjärtbladig växtart som beskrevs av Herman Otto Sleumer. Helicia microcarpa ingår i släktet Helicia och familjen Proteaceae. Inga underarter finns listade i Catalogue of Life.